# Svart kalglansbagge
Svart kalglansbagge (Cyllodes ater) är en skalbaggsart som först beskrevs av Herbst 1792.  Svart kalglansbagge ingår i släktet Cyllodes, och familjen glansbaggar. Enligt den finländska rödlistan är arten nära hotad i Finland. Enligt den svenska rödlistan är arten sårbar i Sverige. Arten förekommer i Götaland. Artens livsmiljö är naturmoskogar.

## Bildgalleri

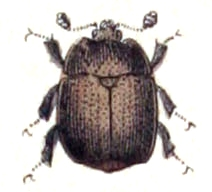